# Mollaahmet, Horasan
Mollaahmet là một xã thuộc huyện Horasan, tỉnh Erzurum, Thổ Nhĩ Kỳ. Dân số thời điểm năm 2011 là 598 người.